# Linia (jeu vidéo)
Pour les articles homonymes, voir Linia.
Linia est un jeu vidéo de puzzle développé par Yari D'areglia et édité par Black Robot Games, sorti en 2016 sur iOS et Android.

## Système de jeu
Le jeu consiste à tracer une ligne sur l'écran par-dessus un motif en touchant des couleurs dans un ordre donné.

## Accueil
- Canard PC : 8/10[1]
- Stuff : 5/5[2]